# Torneo del Interior B 2016
El Torneo del Interior B 2016 fue la décima segunda edición de la segunda competencia de clubes del interior más importante de rugby en Argentina, después del Torneo de interior A.
Huirapuca se consagró campeón al derrotar a Old Christians por 28 a 6.

## Forma de disputa
El torneo contó con cuatro zonas, 2 zonas con   4 equipos y 2 zonas con 5 equipos. Se jugó todos contra todos a dos ruedas, dónde los 2 primeros avanzaron a la siguiente fase.

## Equipos
| Torneo     | Equipo                         | Ciudad                |
| ---------- | ------------------------------ | --------------------- |
| NOA        | Huirapuca                      | Concepción            |
| NOA        | Natación Y Gimnasia            | San Miguel de Tucumán |
| NOA        | Old Lions                      | Santiago del Estero   |
| Litoral    | Logaritmo                      | Santa Fé              |
| Litoral    | Universitario de Santa Fe      | Santa Fé              |
| Cuyo       | Liceo Mendoza                  | Mendoza               |
| Cuyo       | Los Tordos                     | Guaymallén            |
| Cuyo       | Teqüe                          | Mendoza               |
| Córdoba    | Jockey Córdoba                 | Córdoba               |
| Córdoba    | Jockey de Villa María          | Villa María           |
| Pampeano   | San Ignacio                    | Mar del Plata         |
| Pampeano   | Universitario de Mar del Plata | Mar del Plata         |
| Patagónico | Marabunta                      | Cipolletti            |
| Patagónico | Bigornia                       | Rawson                |
| NEA        | San Patricio                   | Resistencia           |
| NEA        | CURNE                          | Resistencia           |
| Uruguay    | Old Christians                 | Montevideo            |
| Uruguay    | Old Boys                       | Montevideo            |

### Distribución geográfica de los equipos
| Jurisdicción                     | Cant. | Equipos                                     |
| -------------------------------- | ----- | ------------------------------------------- |
| Provincia de Córdoba             | 3     | Jockey Córdoba, Jockey de Villa María       |
| Provincia de Mendoza             | 3     | Teqüe, Los Tordos, Liceo Mendoza            |
| Provincia de Tucumán             | 2     | Natación y Gimnasia, Huirapuca              |
| Provincia de Santa Fe            | 2     | Universitario de Santa Fe, Logaritmo        |
| Provincia de Buenos Aires        | 2     | San Ignacio, Universitario de Mar del Plata |
| Provincia de Chaco               | 2     | CURNE, San Patricio                         |
| Uruguay                          | 2     | Old Christians, Old Boys                    |
| Provincia de Chubut              | 1     | Bigornia                                    |
| Provincia de Chubut              | 1     | Marabunta                                   |
| Provincia de Santiago del Estero | 1     | Old Lions                                   |

## Primera fase

### Zona 1
| Equipos       | Encuentros | Encuentros | Encuentros | Encuentros | Puntos |
| Equipos       | PJ         | PG         | PE         | PP         | Puntos |
| ------------- | ---------- | ---------- | ---------- | ---------- | ------ |
| Huirapuca     | 3          | 3          | 0          | 0          | 14     |
| Liceo Mendoza | 3          | 1          | 0          | 2          | 8      |
| Teqüe         | 3          | 1          | 0          | 2          | 5      |
| Old Lions     | 3          | 1          | 0          | 2          | 4      |

### Zona 2
| Equipos                   | Encuentros | Encuentros | Encuentros | Encuentros | Puntos |
| Equipos                   | PJ         | PG         | PE         | PP         | Puntos |
| ------------------------- | ---------- | ---------- | ---------- | ---------- | ------ |
| Old Christians            | 4          | 4          | 0          | 0          | 19     |
| CURNE                     | 4          | 3          | 0          | 1          | 16     |
| San Patricio              | 4          | 2          | 0          | 2          | 9      |
| Logaritmo                 | 4          | 1          | 0          | 3          | 5      |
| Universitario de Santa Fe | 4          | 0          | 0          | 4          | 0      |

### Zona 3
| Equipos                        | Encuentros | Encuentros | Encuentros | Encuentros | Puntos |
| Equipos                        | PJ         | PG         | PE         | PP         | Puntos |
| ------------------------------ | ---------- | ---------- | ---------- | ---------- | ------ |
| San Ignacio                    | 4          | 3          | 0          | 3          | 14     |
| Old Boys                       | 4          | 3          | 0          | 1          | 14     |
| Universitario de Mar del Plata | 4          | 2          | 0          | 2          | 9      |
| Marabunta                      | 4          | 2          | 0          | 2          | 8      |
| Bigornia                       | 4          | 0          | 0          | 4          | 0      |

### Zona 4
| Equipos               | Encuentros | Encuentros | Encuentros | Encuentros | Puntos |
| Equipos               | PJ         | PG         | PE         | PP         | Puntos |
| --------------------- | ---------- | ---------- | ---------- | ---------- | ------ |
| Jockey Córdoba        | 3          | 3          | 0          | 0          | 13     |
| Los Tordos            | 3          | 2          | 0          | 1          | 8      |
| Jockey de Villa María | 3          | 1          | 0          | 2          | 5      |
| Natación y Gimnasia   | 3          | 0          | 0          | 3          | 1      |

## Fase Final

### Cuadro de desarrollo
|  | Cuartos de final | Cuartos de final |                |                | Semifinales | Semifinales |  |           | Final     | Final     |  |
|  | 3/11/2012        | 3/11/2012        |                |                | 7/5/2016    | 7/5/2016    |  |           | 14/5/2016 | 14/5/2016 |  |
|  |                  |                  |                |                |             |             |  |           |           |           |  |
|  |                  |                  |                |                |             |             |  |           |           |           |  |
|  | Jockey Córdoba   | 44               |                |                |             |             |  |           |           |           |  |
|  | Jockey Córdoba   | 44               |                |                |             |             |  |           |           |           |  |
|  | Liceo (M)        | 35               |                |                |             |             |  |           |           |           |  |
|  | Liceo (M)        | 35               |                | Jockey Córdoba | 5           |             |  |           |           |           |  |
|  |                  |                  |                | Jockey Córdoba | 5           |             |  |           |           |           |  |
|  |                  |                  | Huirapuca      | 22             |             |             |  |           |           |           |  |
|  | Huirapuca        | 31               | Huirapuca      | 22             |             |             |  |           |           |           |  |
|  | Huirapuca        | 31               |                |                |             |             |  |           |           |           |  |
|  | CURNE            | 16               |                |                |             |             |  |           |           |           |  |
|  | CURNE            | 16               |                |                |             |             |  | Huirapuca | 28        |           |  |
|  |                  |                  |                |                |             |             |  | Huirapuca | 28        |           |  |
|  |                  |                  | Old Christians | 6              |             |             |  |           |           |           |  |
|  | San Ignacio      | 20               | Old Christians | 6              |             |             |  |           |           |           |  |
|  | San Ignacio      | 20               |                |                |             |             |  |           |           |           |  |
|  | Los Tordos       | 28               |                |                |             |             |  |           |           |           |  |
|  | Los Tordos       | 28               |                | Los Tordos     | 17          |             |  |           |           |           |  |
|  |                  |                  |                | Los Tordos     | 17          |             |  |           |           |           |  |
|  |                  |                  | Old Christians | 23             |             |             |  |           |           |           |  |
|  | Old Christians   | 25               | Old Christians | 23             |             |             |  |           |           |           |  |
|  | Old Christians   | 25               |                |                |             |             |  |           |           |           |  |
|  | Old Boys         | 6                |                |                |             |             |  |           |           |           |  |
|  | Old Boys         | 6                |                |                |             |             |  |           |           |           |  |
|  |                  |                  |                |                |             |             |  |           |           |           |  |

| Campeón Huirapuca |
|                   |